# Audembert
Audembert (flämisch: Hondsberg) ist eine französische Gemeinde mit 435 Einwohnern (Stand: 1. Januar 2022) im Département Pas-de-Calais in der Region Hauts-de-France. Sie gehört zum Arrondissement Boulogne-sur-Mer und zum Kanton Desvres.  

## Geographie
Die Gemeinde Audembert liegt etwa 22 Kilometer südwestlich von Calais und acht Kilometer östlich des Cap Gris Nez, der mit 33 km engsten Stelle der Straße von Dover. Das Gemeindegebiet ist Teil des Regionalen Naturparks Caps et Marais d’Opale. Die Bäche in der Gemeinde entwässern nach Süden zum Fluss Slack Umgeben wird Audembert von den Nachbargemeinden Wissant im Norden, Hervelinghen im Nordosten, Leubringhen im Osten, Leulinghen-Bernes im Südosten und Süden, Bazinghen im Südwesten sowie Tardinghen im Westen. In der Gemeinde befindet sich der Flugplatz Audembert.

## Geschichte
Im Zweiten Weltkrieg betrieb die deutsche Wehrmacht in Audembert eine Funkstation für das X-Verfahren.

### Bevölkerungsentwicklung
| Jahr                       | 1962 | 1968 | 1975 | 1982 | 1990 | 1999 | 2006 | 2012 | 2022 |
| -------------------------- | ---- | ---- | ---- | ---- | ---- | ---- | ---- | ---- | ---- |
| Einwohner                  | 256  | 277  | 256  | 259  | 283  | 357  | 393  | 397  | 435  |
| Quellen: Cassini und INSEE |      |      |      |      |      |      |      |      |      |

## Sehenswürdigkeiten

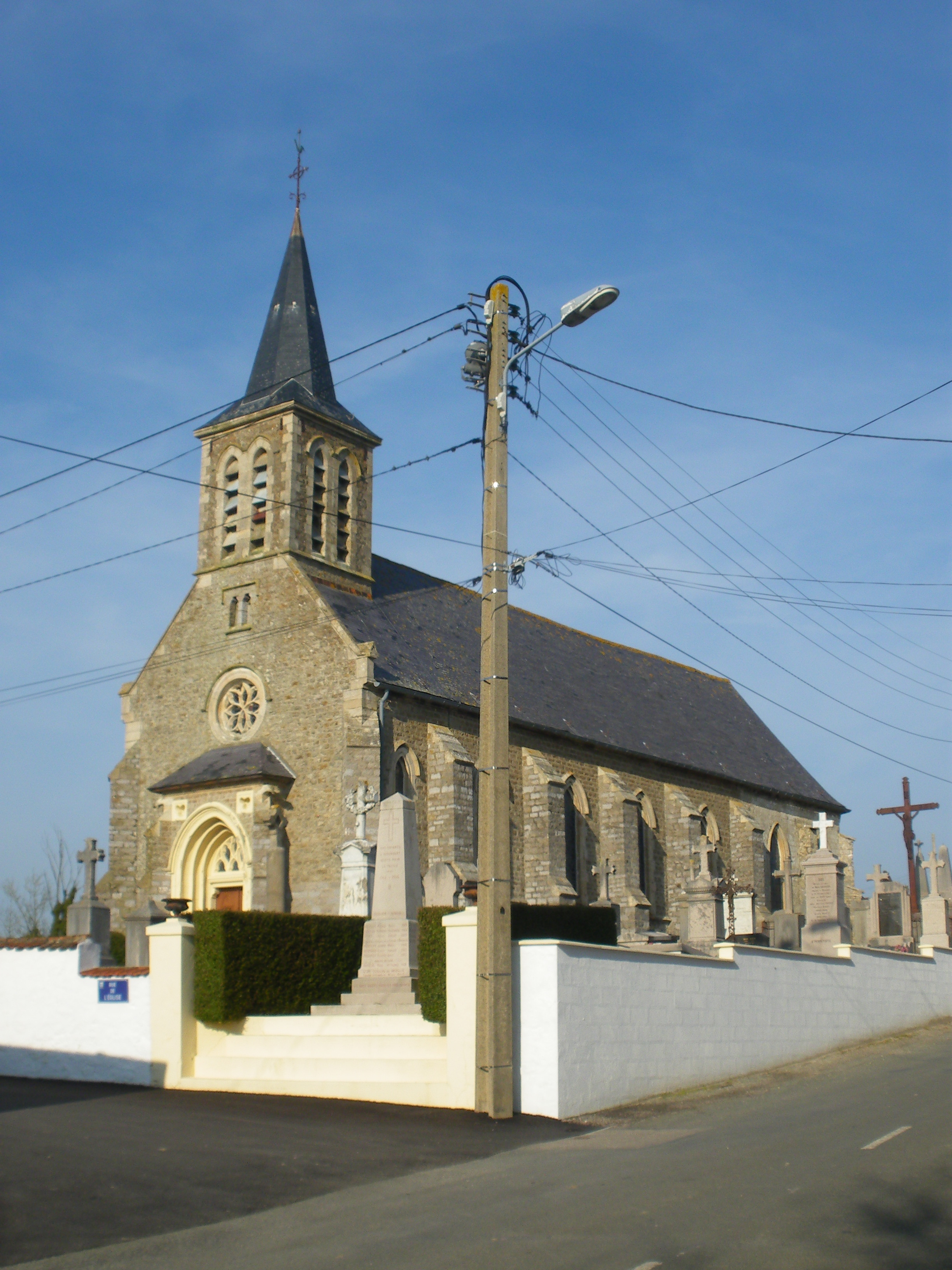
Kirche Saint-Martin
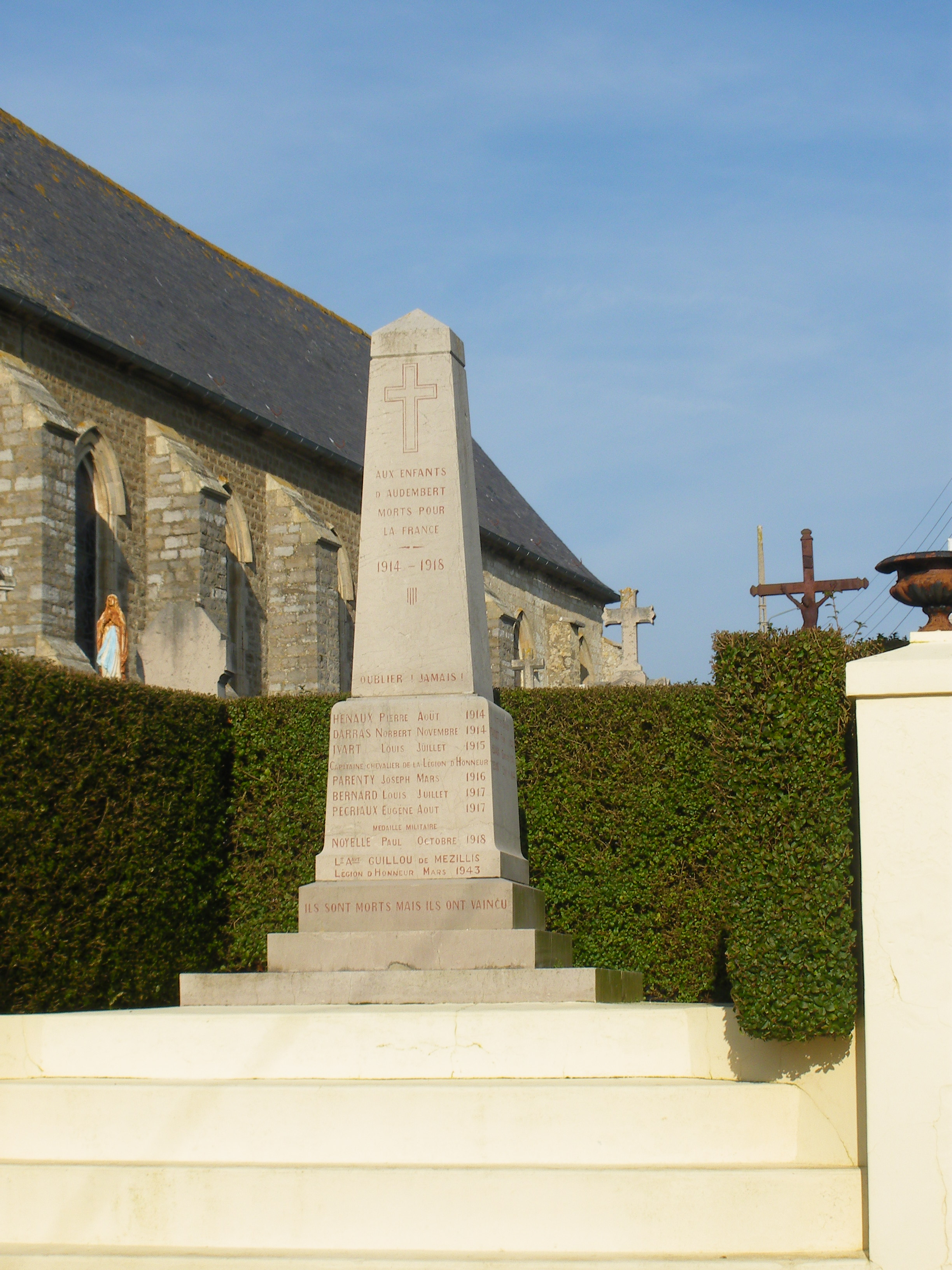
Gefallenendenkmal

- Kirche Saint-Martin
- Gefallenendenkmal